# 새뮤얼 콜트

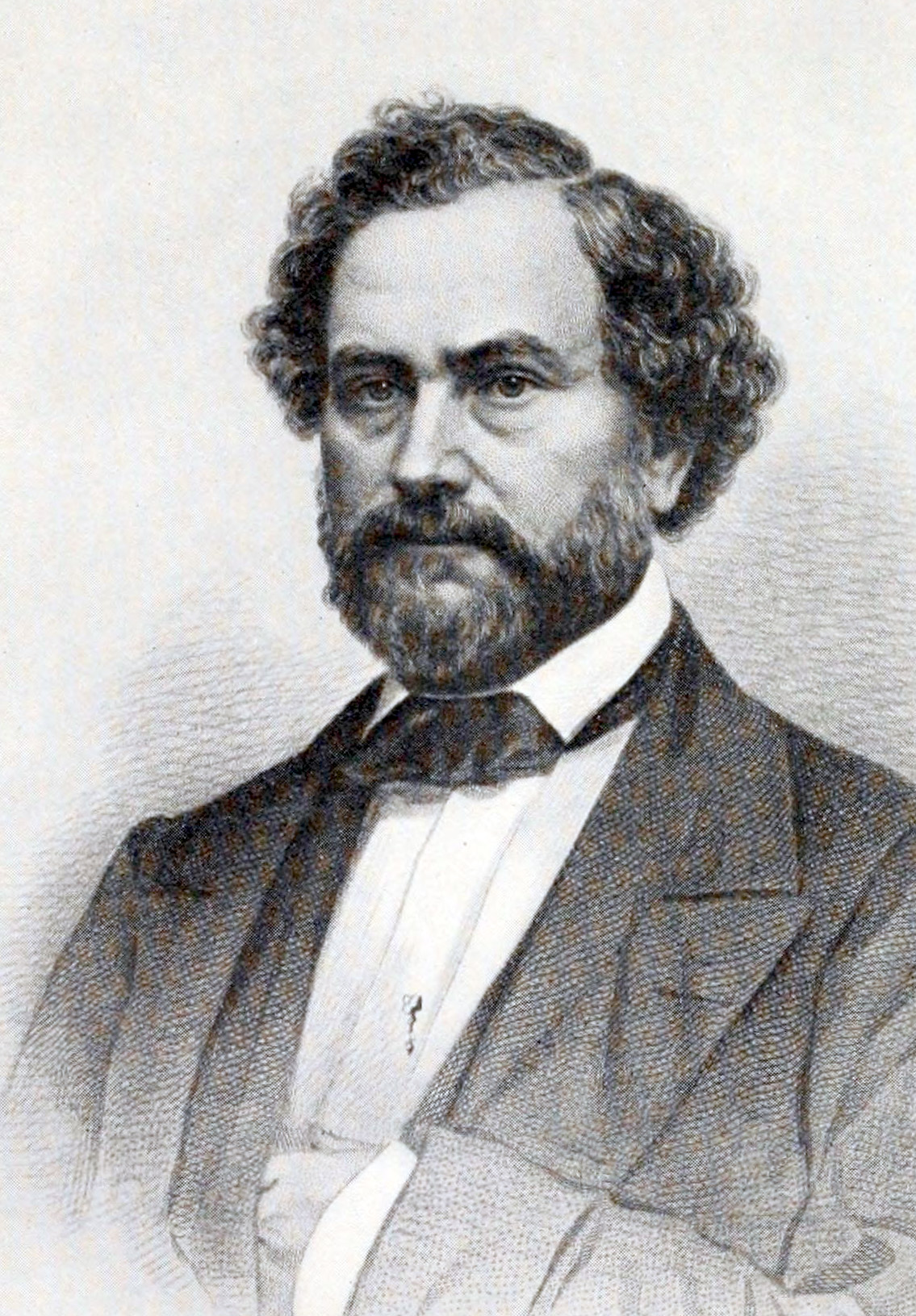
새뮤얼 콜트

새뮤얼 콜트(Samuel Colt, 1814년 7월 19일 ~ 1862년 1월 10일)는 미국의 발명가 및 공장 경영자이다. 콜트 특허 무기 생산 회사(현 콜트 파이어암스)를 설립하고, 리볼버 권총을 보급한 것으로 널리 알려져 있다. 통풍으로 인한 합병증으로 사망했다.